# Битка при Евримедон (190 пр.н.е.)
Битката при Евримедон или Битката при Сиде е състояло се в хода на Римско-сирийската война морско сражение между селевкидската флотилия, ръководена от известния картагенски военачалник Ханибал Барка, и флотилия на гръцкия град-държава Родос, който се сражава като съюзник на Римската република, под предводителството на римския политик и военачалник Луций Емилий Регил.

## Предистория
След Битката при Термопилите цар Антиох III Велики е изтласкан от континентална Гърция и инициативата преминава в римски ръце. Веднага след тази битка римляните поставят за свой формален приоритет покоряването на селевкидските съюзници етолийците, но намерението им да преминат на скорошен етап с войските с Мала Азия не се поставя под съмнение от никого. Поради това селевкидският цар решава да консолидира силите си като междувременно поведе борба за морска хегемония в района на Егейско море. Срещу неговият флот се изравя римският флот, който е подсилен още през юли с ескадра под началството на претора Гай Ливий Салинатор, както и съюзениете му флоти на Пергам и Родос. Обединените сили на съюзниците се оказват достатъчно силни, за да се противопоставят на предизвикателствата на селевкидския флот.
Селевкидският наварх Поликсенид прави опит да попречи на обединяването на вражеските флотилии, но претърпява неуспех и понася сериозно поражение в сражение край Корикус. Поради това е той принуден да оттегли флота си в пристанището на град Ефес. С оглед на тази загуба и възможността тя да бъде тълкувана като знак за дезертиране от страна на някои градовете по Йонийското крайбрежие на Мала Азия, през зимата на 191 - 190 г. пр.н.е. Антиох решава да предприеме сериозни стъпки за усилване на флота си. Поради това известният картагенски генерал Ханибал, който след изгнанието от родината си намира възможност да служи в двора на селевкидския цар, е изпратен в Киликия и Финикия, за да построи кораби и събере нова силна флота.

## Битката
Новата флотилия, събрана от Ханибал в Киликия, е готова за действие към лятото на 190 г. пр.н.е. и той я повеждава обратно на запад, за да се присъедини с нея към главния селевкидски флот в Егейско море. Очаквайки пристигането на тези сили, римляните се опитват да превземат няколко пристанища в Ликия и Кария, които биха им послужили за бази и убежище при нужда, но се провалят, защото морските обсади изискват висока техническа подготовка и прекалено дълго време. Единственото нещо, което остава на пътя на Ханибал, са морските сили на римския съюзник Родос.
Родоският флот, който е командван от наварха Евдам, е изпратен да пресрещне пътя на селевкидския командир с 32 квадриреми („четворки“) и 4 триреми („тройка“). Ханибал от своя страна разполага с 37 по-тежки кораба, сред тях 3 септери („седморки“) и 4 хексери („шесторки“), както и 10 триреми („тройка“). Двете флотилии се срещат в морския залив на областта Памфилия в близост до реката Евримедон и град Сиде.
При разгръщането на корабите Ханибал поема командването на левия фланг на бойния ред, който се намира към вътрешността на морето. От противоположната страна, точно срещу селевкидския командир, застава Евдам, който командва от дясното крило на родоския флот. Сражението започва преди крилата на двете флоти разположени към сушата да са заели напълно местата си. Независимо от първоначалното объркване родоските кораби бързо поемат инициативата и преминават в бой нос срещу нос, като всеки кораб се стреми да избягва по-големите вражески кораби и да се шмугва между тях, когато е възможно, за да унищожават вражеските гребла и да атакуват врага от към кърматa.
В хода на сражението една селевкидска септера е потопена след един таранен удар от родоска квадрирема, вероятно вследствие на удар на носовете на двата кораба, което предизвиква смущение в близките селевкидски кораби и предизвиква наченки на отстъпление в дясното крило на селевкидския флот. В решителния момент това позволява на Евдам, който изпада в опасност да бъде обграден на своето крило от Ханибал, да призове чрез издигането на флаг за подкрепления от победоносното ляво крило на родоския флот, които успешно му се притичат на помощ. Изправен пред тези обстоятелства Ханибал е принуден да прекрати сражението и да започне отстъпление.
Екипажите на родоските кораби се оказват прекалено изтощени, за да преследват врага, а вместо това предпочитат да се погрижат за повредените и неутрализираните свои плавателни съдове. Наблюдавайки това, Евдам все пак успява да изпрати няколко кораби след Ханибал, но те не постигат нищо. Междувременно по-голямата част от родоските кораби се оттегля, влачейки след себе си с голяма трудност дори потопената селевкидска „седморкa“.

## Последици
Селевкидите губят поне 17 кораба в битката при Евримедон, като флотилията на Ханибал е намалена почти наполовина. След сражението част от родоските кораби са изпратени към Патара в Ликия, за да се противопоставят на нов опит на Ханибал да достигне Егейско море. Това поражение забавя селевкидския командир, който макар че успява да прегрупира силите си не успява да се присъедини към останалия флот на Антиох и така да му даде преимущество над римляните. Известно време след това Ханибал е отзован с флота си към Сирия заради птолемейска атака над богатия остров Арадос. Междувременно главният селевкидски флот, начело с наварха Поликсенид, претърпява решително поражение в битката при Мионеса, което окончателно предава контрола на Егейско море на римляните и съюзниците им.